# 무무니 다가노
벨리 무무니 다가노(프랑스어: Beli Moumouni Dagano, 1981년 1월 1일 ~ )는 부르키나파소의 전 축구 선수로, 포지션은 공격수였다. 그는 부르키나파소 국가대표팀의 역대 최다 득점자이다.

## 구단 경력
다가노는 아비장에 연고를 둔 코트디부아르의 스텔라 클뢰브 아자메에서 선수 생활을 시작했다. 1999년 에투알 필라트 드 와가두구와 함께 고국으로 돌아온 그는 1년 후 벨기에의 베이르스홋과 함께 유럽으로 이주했다. 베이르스홋에서 인상적인 시즌을 보낸 다가노는 헹크로 이적하여 에보니 슈에서 우승하며 19골을 넣었고, 프랑스에서는 갱강와 소쇼에서 단 두 번째로 리그 우승을 차지했다. 소쇼에서 그는 2007년 쿠프 드 프랑스 결승전에서 우승한 선수로 활약했다. 다가노는 마르세유에서 2-2로 비기면서 소쇼의 첫 골을 넣었고, 페널티킥으로 승리했다. 2008년에는 알코르에 입단했다. 2년 후 알코르를 떠나 알사일리야로 이적했지만, 다가노의 인상적인 골 기록에도 불구하고 클럽은 이후 강등되었다.
그는 전 소속팀인 알코르에 다시 합류하여 9월 18일 리그에 데뷔하여 프리킥 2골을 넣으며 새로 승격한 엘자이시를 상대로 팀의 승리를 확정지었다.
1월 31일, 아뤼나 댕단이 알가라파로 떠난 후 레크위야는 즉시 다가노를 댕단의 후임으로 영입했다.
2012년 5월 28일, 다가노는 2012-13년 시즌 카타르에서 새롭게 승격한 카타르 클럽 알사일리야에 합류했다.

## 국가대표팀 경력
다가노는 1998년에 부르키나파소 국가대표팀으로 합류해 데뷔했다. 그는 2004년 아프리카 네이션스컵에서 부르키나파소 국가대표팀의 일원이었으며, 대회 1라운드에서 조 최하위를 기록해 8강 진출권을 확보하지 못했다.
그는 피지의 공격수 오시아 바카탈레소와 함께 12골을 넣으며 2010년 FIFA 월드컵 예선 공동 최다 득점자로 활약했다.